# 姜建銘
姜 建銘（ジャン・チェンミン、1985年5月27日 - ）は、台湾の新北市出身の元プロ野球選手（投手）。右投右打。

## 経歴

### プロ入り前
最速148km/hの豪腕投手として高校時代から活躍し、国立体育学院に進学。陳偉殷と同級生だった。
2005年5月に宮崎県で行われたアジア選手権の台湾代表に選ばれ、勝利投手になるなど活躍した。その際に巨人のスカウトの目に止まり、6月に入団テストを受け、まだ学生ながら入団が決定。7月初旬に訪日した。
巨人には、シアトル・マリナーズの誘いを断って入団した。理由は、プロ入り後も在学するつもりであった大学に関するサポートや学費等の支援が巨人の方が充実していたため。巨人入団後も国立体育学院に籍を置き、オフシーズン中に通学して単位を取得することになっていた。

### プロ入りと巨人時代
入団後の2005年は二軍で基礎から育成された。
2006年開幕前の3月に開催された第1回ワールド・ベースボール・クラシック（WBC）のチャイニーズタイペイ代表に選出された。シーズンでは一軍デビューを果たし、しばらくは中継ぎでの起用だったが、8月22日の対横浜戦で先発し、7回1失点（自責点0）で初先発初勝利を挙げ、以後は先発ローテーションの一角として定着する。初登板から28イニング連続無四球を記録し（初めての四球は敬遠）、9月3日の対中日戦では初完封勝利を無四球で飾った。被本塁打は59.2イニングで2本に抑え、先発に定着後は若手ながらエース顔負けの活躍をみせ、防御率1.81という好成績を残した。同年オフの契約更改では、球団の年俸アップの提示に対し、｢私はまだ一流ではない｣とこれを固辞した。オフの12月に開催されたドーハアジア競技大会の野球チャイニーズタイペイ代表に選出された。同大会では優勝を果たした。
2007年は開幕時から先発ローテーションに名を連ねたが、フォームを崩したためか打ち込まれるようになり、走者を背負った場面で本塁打を浴びることが多かった。途中からリリーフに配置転換され一軍と二軍を行き来するシーズンとなった。
2008年、自身が通っていたトレーニングジムの職員で同じ台湾出身の女性と婚約。1月2日に台北市で婚約式を行った。同年10月1日、巨人から戦力外通告を受けた。その後12球団合同トライアウトに参加したが、獲得を名乗り出る球団はなかった。

### 台湾・興農時代
2008年12月31日に行われた中華職業棒球大聯盟（CPBL）のドラフトにおいて、興農ブルズからドラフト9位で指名を受け入団。
2010年シーズンからはアンダースローに挑戦していたが、同年シーズン終了後に興農から戦力外通告を受け現役を引退した。

### 台湾・社会人野球時代
興農退団後は、台北市の貿易会社に就職した。
2012年10月に社会人野球チームの崇越科技棒球隊に内野手として入団、2021年からは選手兼任コーチとなりプロ復帰を目指していたが、2023年2月に現役引退を表明した。

### 現役引退後
2023年5月11日、古巣である読売ジャイアンツに研修コーチとして入団したことが発表された。背番号は130。ただし監督・コーチとしてのコミッショナー登録はなされておらず、球団公式サイトのコーチ一覧にも記載はされていない。同年11月まで、読売ジャイアンツ球場において研修活動を行った。
2024年2月、社会人野球時代の古巣である全越運動棒球隊の總教練（監督）に就任した。

## 選手としての特徴
テイクバックの小さな変則フォームからボールをテンポ良く投げ込み、手元で動く癖球とスライダー、カーブ、チェンジアップなどの多彩な変化球で打たせて取るタイプ。そのマウンド度胸も武器の一つ。
四球を出すことを特に嫌っている。球数が増え、体力を浪費するため、フォアボールを出すくらいならヒットを打たれた方がいいと語っている。
打撃も上手く、二軍では三塁打を放ったこともある。また、台湾時代は遊撃手で起用された経験もあるように、フィールディングも高レベルにある。

## 詳細情報

### 年度別投手成績
| 年 度     | 球 団     | 登 板 | 先 発 | 完 投 | 完 封 | 無 四 球 | 勝 利 | 敗 戦 | セ 丨 ブ | ホ 丨 ル ド | 勝 率 | 打 者 | 投 球 回 | 被 安 打 | 被 本 塁 打 | 与 四 球 | 敬 遠 | 与 死 球 | 奪 三 振 | 暴 投 | ボ 丨 ク | 失 点 | 自 責 点 | 防 御 率 | W H I P |
| --------- | --------- | ----- | ----- | ----- | ----- | -------- | ----- | ----- | -------- | ----------- | ----- | ----- | -------- | -------- | ----------- | -------- | ----- | -------- | -------- | ----- | -------- | ----- | -------- | -------- | ------- |
| 2006      | 巨人      | 10    | 8     | 1     | 1     | 1        | 3     | 2     | 0        | 0           | .600  | 229   | 59.2     | 48       | 2           | 7        | 2     | 1        | 31       | 2     | 1        | 13    | 12       | 1.81     | 0.92    |
| 2007      | 巨人      | 17    | 5     | 0     | 0     | 0        | 2     | 4     | 0        | 0           | .333  | 182   | 41.2     | 45       | 6           | 13       | 0     | 0        | 30       | 1     | 0        | 27    | 24       | 5.18     | 1.39    |
| 2009      | 興農      | 9     | 1     | 0     | 0     | 0        | 0     | 0     | 1        | 0           | ----  | 48    | 9.2      | 16       | 0           | 4        | 0     | 0        | 4        | 0     | 0        | 8     | 7        | 6.52     | 2.07    |
| 2010      | 興農      | 18    | 0     | 0     | 0     | 0        | 0     | 0     | 0        | 0           | ----  | 133   | 27.0     | 38       | 0           | 6        | 0     | 7        | 9        | 0     | 0        | 20    | 12       | 4.00     | 1.63    |
| NPB：2年  | NPB：2年  | 27    | 13    | 1     | 1     | 1        | 5     | 6     | 0        | 0           | .455  | 411   | 101.1    | 93       | 8           | 20       | 2     | 1        | 61       | 3     | 1        | 40    | 36       | 3.20     | 1.12    |
| CPBL：2年 | CPBL：2年 | 27    | 1     | 0     | 0     | 0        | 0     | 0     | 1        | 0           | ----  | 181   | 36.2     | 54       | 0           | 10       | 0     | 7        | 13       | 0     | 0        | 28    | 19       | 4.66     | 1.75    |

### 記録

#### NPB
初記録
投手記録
- 初登板：2006年6月14日、対オリックス・バファローズ4回戦（東京ドーム）、9回表に3番手で救援登板・完了、1回無失点
- 初先発・初勝利：2006年8月22日、対横浜ベイスターズ15回戦（長野オリンピックスタジアム）、7回1失点
- 初奪三振：同上、1回裏に石井琢朗から空振り三振
- 初完投勝利・初完封勝利：2006年9月3日、対中日ドラゴンズ20回戦（ナゴヤドーム）

打撃記録
- 初安打：2006年8月27日、対阪神タイガース16回戦（阪神甲子園球場）、5回表に杉山直久から左前安打

### 背番号
- 97（2005年 - 2006年）
- 17（2007年 - 2008年）
- 28（2009年 - 2010年）
- 130（2023年5月11日 - 同年終了）

### 登場曲
- 忍者（2006年）
- 学園天国（2007年）
- 牛仔恨忙（2008年）

### 代表歴
- 2006 ワールド・ベースボール・クラシック・チャイニーズタイペイ代表
- 2006年アジア競技大会野球チャイニーズタイペイ代表
- 2018年アジア競技大会野球チャイニーズタイペイ代表